# Alois Pfund
Alois Pfund (* 25. Mai 1876 in Schwaz; † 2. März 1946 in Hall in Tirol) war ein österreichischer Maler.

## Leben

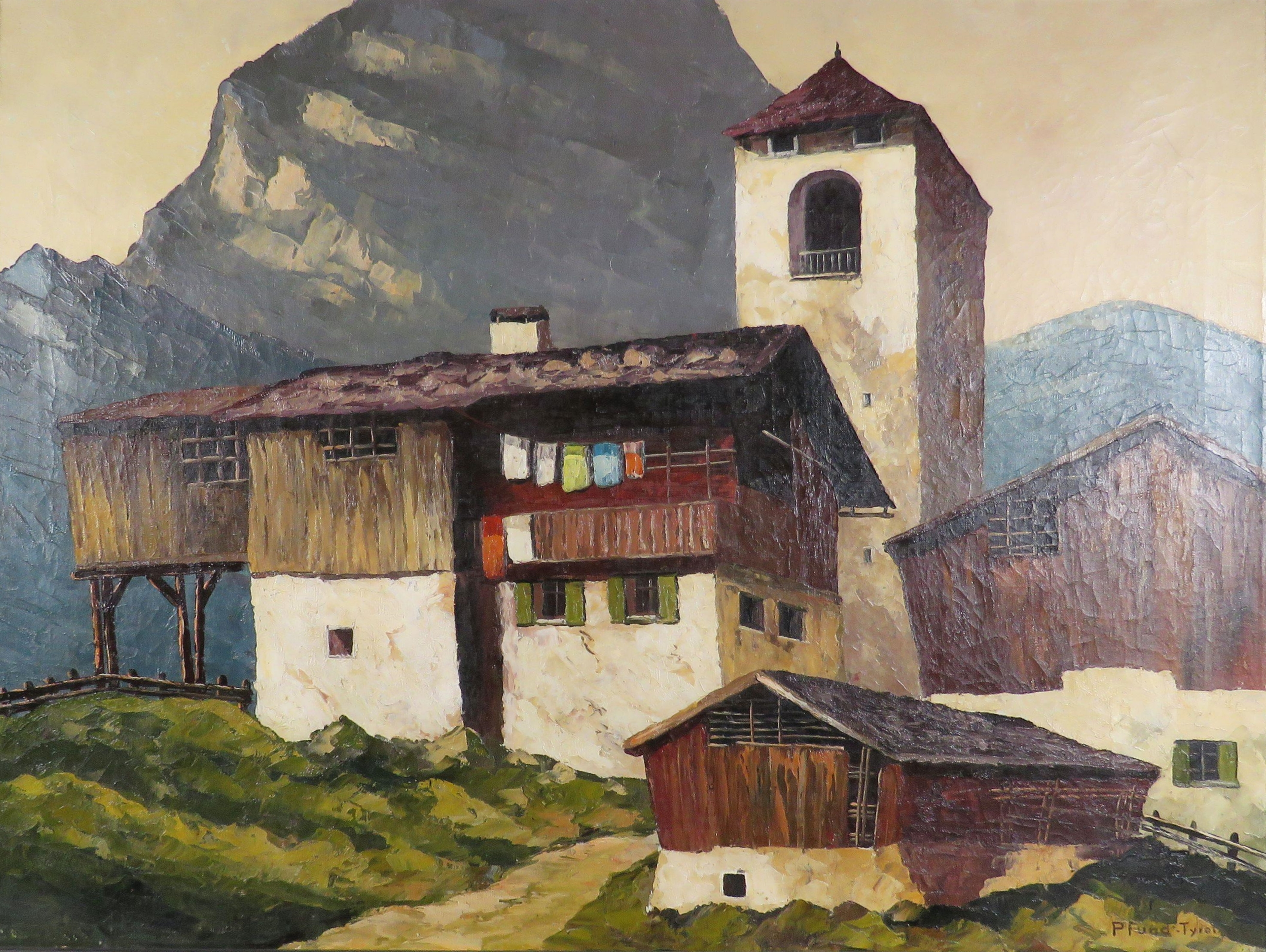
Tiroler Bergdorf

Der Sohn eines Drechslermeisters besuchte die Gewerbeschule in Innsbruck und machte anschließend eine Lehre bei einem Dekorationsmaler in Innsbruck. Nach dem Abschluss war er in Mainz, Baden, im Elsass und in München als Kirchenmaler tätig. In München besuchte er die kunstgewerbliche Fortbildungsschule und war anschließend bei verschiedenen Dekorations- und Kirchenmalereianstalten beschäftigt. Auf den Rat Franz von Defreggers absolvierte er die Aufnahmeprüfung für die Königliche Akademie München und studierte ab 1911 Zeichnen bei Martin Feuerstein. Nach dem Abschluss des Studiums ließ er sich 1916 in München nieder und widmete sich insbesondere der spätimpressionistischen Landschaftsmalerei. 
Pfund war 1940, 1941 und 1942 mit Bildern von Gebirgslandschaften auf der Großen Deutschen Kunstausstellung in München vertreten.